# Lars Tobisson
Lars Folke Tobisson, född 19 november 1938 i Örgryte församling i Göteborg, är en svensk politiker (moderat) och statsvetare, som var riksdagsledamot 1979–2001.

## Biografi
Tobisson utbildade sig till reservofficer i armén. Han avlade officersexamen 1 september 1962 och befordrades till kapten vid Bohusläns regemente 1 juli 1972. Han var utredningschef hos SACO 1968–1974 och utnyttjande sina fackliga erfarenheter för att skriva en doktorsavhandling vid Göteborgs universitet med titeln Framväxten av statstjänstemännens förhandlingsrätt: en studie av en beslutsprocess.
Tobisson blev partisekreterare för Moderaterna 1974 och kvarstod som sådan under resten av Gösta Bohmans partiordförandeskap, det vill säga fram till 1981. Han valdes då till förste vice ordförande i partiet, vilket han var fram till 1999.
Tobisson var riksdagsledamot 1979–2001 och Moderaternas gruppledare i finansutskottet under nästan hela sin period i riksdagen. Han var också ledamot av Riksgäldsfullmäktige. Ursprungligen göteborgare satt han på Göteborgsbänken under den första delen av sin riksdagstid, men valdes sedermera in för Stockholms län där han då bodde. Han var Moderaternas gruppledare för riksdagsgruppen 1982–1986 och 1991–1999, en roll som blev särskilt viktig under Bildt-regeringen 1991–1994 då regeringen var en minoritetsregering och Tobisson ansvarade för många förhandlingar med vågmästarna Ny demokrati. När Carl Bildt verkade som fredsmäklare på Balkan 1995–1997 fick Tobisson som både riksdagsgruppledare och förste vice ordförande i Moderaterna en central roll som en av flera "ställföreträdande partiledare".
Efter sin tid i riksdagen var Tobisson Sveriges ledamot i Europeiska revisionsrätten. Han var från september 2008 under en period ledamot i Finanspolitiska rådet. Han utsågs 2011 till hedersledamot i Föreningen Heimdal. År 2009 släppte Tobisson sina memoarer Främling i Folkhemmet. Han skrev 2013 en bok om Gösta Bohman, Gösta Bohman: ett porträtt av en partiledare.